# Садове (Вакулівська сільська громада)
Садо́ве — село в Україні, в Вакулівській сільській громаді Криворізького району Дніпропетровської області Дніпропетровської області. Населення — 40 мешканців.

## Географія
Село Садове знаходиться за 1 км від правого берега річки Базавлучок, вище за течією на відстані 1,5 км розташоване село Базавлучок, нижче за течією на відстані 3,5 км розташоване село Українка, на протилежному березі — село Приют. Селом протікає пересихаючий струмок з загатою.

## Населення

### Мова
Розподіл населення за рідною мовою за даними перепису 2001 року:
| Мова       | Кількість | Відсоток |
| ---------- | --------- | -------- |
| українська | 132       | 91.03%   |
| російська  | 9         | 6.21%    |
| білоруська | 2         | 1.38%    |
| угорська   | 1         | 0.69%    |
| румунська  | 1         | 0.69%    |
| Усього     | 145       | 100%     |

## Інтернет-посилання
- Погода в селі Садове

1. ↑  Рідні мови в об'єднаних територіальних громадах України — Український центр суспільних даних